# Día Mundial contra la Rabia
El Día Mundial contra la Rabia (DMR) es una jornada que se celebra anualmente el 28 de septiembre desde 2007, establecida por la Alianza Global para el Control de la Rabia (GARC) en el 2006.

## Proclamación
El Día Mundial contra la Rabia fue proclamado por la Alianza Global para el Control de la Rabia (GARC) en colaboración con la Organización Mundial de la Salud. La proclamación se realizó en julio de 2006 con el objetivo de sensibilizar a la población sobre la prevención de la rabia y promover la colaboración internacional para su erradicación. Esta jornada busca destacar la importancia de la vacunación y la prevención de esta enfermedad zoonótica que tiene una tasa de letalidad del 100%.

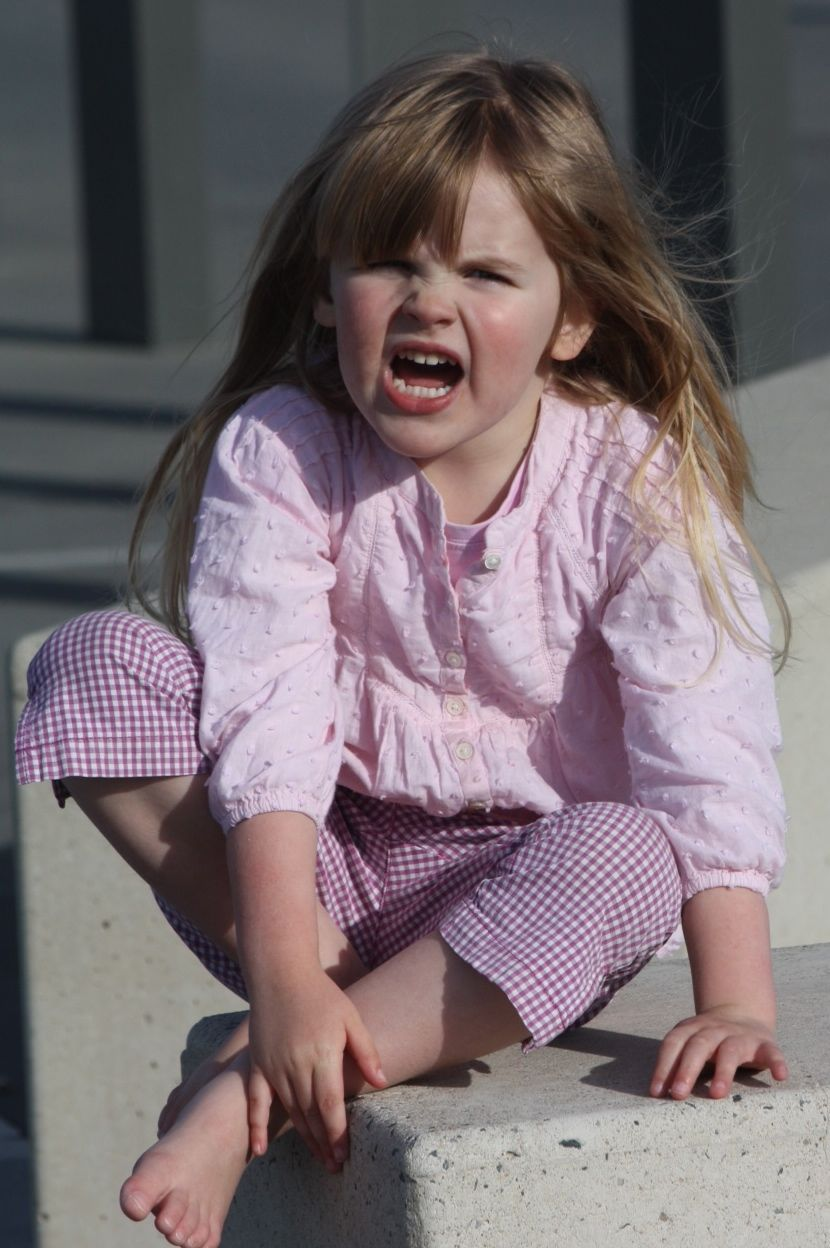

## Celebración
Este día se celebra cada 28 de septiembre, conmemorando el aniversario del fallecimiento de Louis Pasteur en 1895 quien desarrolló la primera vacuna contra la rabia. Se celebra desde 2007 y se realizan diversas actividades y eventos en todo el mundo para promover la lucha contra esta enfermedad y aumentar la concientización sobre su prevención. Las actividades incluyen campañas de vacunación masiva de perros, talleres educativos, conferencias, y eventos comunitarios, siendo las acciones coordinadas y la colaboración internacional esenciales para lograr este objetivo. La vacunación canina masiva se reconoce como la herramienta más efectiva para prevenir la rabia en los perros y, por ende, en los humanos. Mantener una cobertura de vacunación del 80% de la población canina es una estrategia clave para reducir la circulación del virus y prevenir casos de rabia humana.
La  Organización Panamericana de la Salud, a través del Programa Regional de Eliminación de la Rabia coordinado por PANAFTOSA/SPV, ha liderado esfuerzos en las Américas desde 1983, logrando una reducción del 98% en la incidencia de la rabia humana transmitida por perros. Estos logros son el resultado de campañas de vacunación, sensibilización de la comunidad y la ampliación de la disponibilidad de profilaxis post exposición para la población en riesgo.

## Temas
- 2007: Primera celebración (8-09-2007)[3][6]
- 2008: La rabia, una vez que se ha contraído, es virtualmente 100% mortal si no se trata[7]
- 2009: Sin tema[6][8]
- 2010: The continuing effort to ‘make rabies history',[9][10] (El esfuerzo continuo por "hacer que la rabia sea historia")
- 2011: World Rabies Day Celebrates 5 years,[11] ('El Día Mundial contra la Rabia celebra 5 años')
- 2012: Vaccinate your pet. Act now,[12][13][14] ('Vacuna a tu mascota. Actúa ahora')
- 2013: Rabies: understand it to defeat it,[15][16][17] ('Rabia: entiéndela para derrotarla')
- 2014: Kenya launches ambitious rabies elimination strategy,[18][19][20] ('Kenia lanza una ambiciosa estrategia para la eliminación de la rabia')
- 2015: End Rabies Together,[21][22] ('Acabemos con la rabia juntos')
- 2016: Educate. Vaccinate. Eliminate,[23][24] ('Educar. Vacunar. Eliminar.')
- 2017: Rabies: Zero by 30, [25][26] ('Rabia: Cero hacia el 2030')
- 2018: Sin tema,[27][28]
- 2019: Vacunar para eliminar[29]
- 2020: Acabemos con la rabia: colaboremos y vacunemos[30]
- 2021: Rabia: hechos, no miedo[31]
- 2022: Rabia: Una Salud, Cero Muertes[32]
- 2023: Todos para 1, Una Salud para Todos[5]